# Gyuricza Gergely
Gyuricza Gergely (Ajka, 1988. június 30. − ) magyar festőművész, a magyar kortárs festészet ismert figurája.
Figuratív festőként aktív, elsősorban emberábrázolással foglalkozik. Témaválasztásában általában visszaköszönnek erotikus elemek és a városi élet tipikus karakterei. Stílusa a realisztikus pop-art irányzatot képviseli. Házas, egy gyermek édesapja.

## Élete és munkássága
A somlószőlősi Zichy-kastélyban született, falujában járt általános iskolába. A Lovassy László Gimnázium Német Nemzetiségi Tagozatának elvégzése után a Pécsi Tudományegyetem Pszichológia szakán előbb BA majd MA végzettséget szerzett, a diploma után pedig felvételt nyert PhD képzésre. Az egyetemi képzés elején elveszítette édesanyját, aki mellrákban hunyt el; ezt követően fordult a művészetterápia felé. Hamar kibontakozott tehetsége a vizuális művészetek iránt, és gyorsan megtalálta a helyét a pécsi kulturális életben, számtalan kiállítást rendezett.
Nagy erőfeszítéseket tett, hogy népszerűsítse a művészetet mint gyászfeldolgozó módszert.
Ezt követően Budapestre költözött, ahol jelenleg is él és alkot. Ekkor kezdődött az erotikus alkotói korszaka, mely jelenleg is tart. Munkásságában az erotikus és az alkotó elme kapcsolatát keresi a művészet eszközeivel.

### Urbán Erotika
A fővárosba költözés után megalapította az Urbán Erotika Projektet, amely a művészet, az ismeretterjesztés, és a közösségépítés eszközeit használja fel arra, hogy előmozdítsa a párbeszédet a felnőtt kapcsolatokról. A projekt célja, hogy a műtárgyakon kívül olyan értelmezési keretet is nyújtson, amely segít az embereknek reálisabb önismerethez jutni. Jelenleg egy szexuális fantáziákról szóló könyvön dolgozik, illetve erotikus színdarabot ír.
Az Urbán Erotika hosszútávú célja a párbeszéd elősegítése, melyben egy fontos mérföldkő a 2024-ben debütáló Urbán Erotika Kortárs Művészeti Fesztivál.

## Írói munkássága
Első regénye amely a Szabadesés címet viseli, a Figura Kiadó gondozásában jelent meg 2024-ben. A könyvet Margó-díjra jelölték.

## Díjak és elismerések
III. hely: Ezüstgerely 2018 – Sport a kortárs magyar művészetben pályázat a Magyar Olimpiai Bizottság és a Magyar Olimpiai és Sportmúzeum rendezésében.